# Trapeliaceae
Trapeliaceae es una familia de hongos ascomicetos en el orden Baeomycetales. Son hongos liquenizados con talos  asociados a algas verdes. De tamaño mediano, actualmente la familia incluye más de 120 especies agrupadas en 14 géneros.

## Géneros
Según Outline of Ascomycota—2009, los siguientes géneros están alojados en esta familia :
- Amylora
- Aspiciliopsis
- Coppinsia
- Lignoscripta
- Lithographa
- Orceolina
- Placopsis
- Placynthiella
- Ptychographa
- Rimularia
- Sarea
- Trapelia
- Trapeliopsis
- Xylographa

## Galería

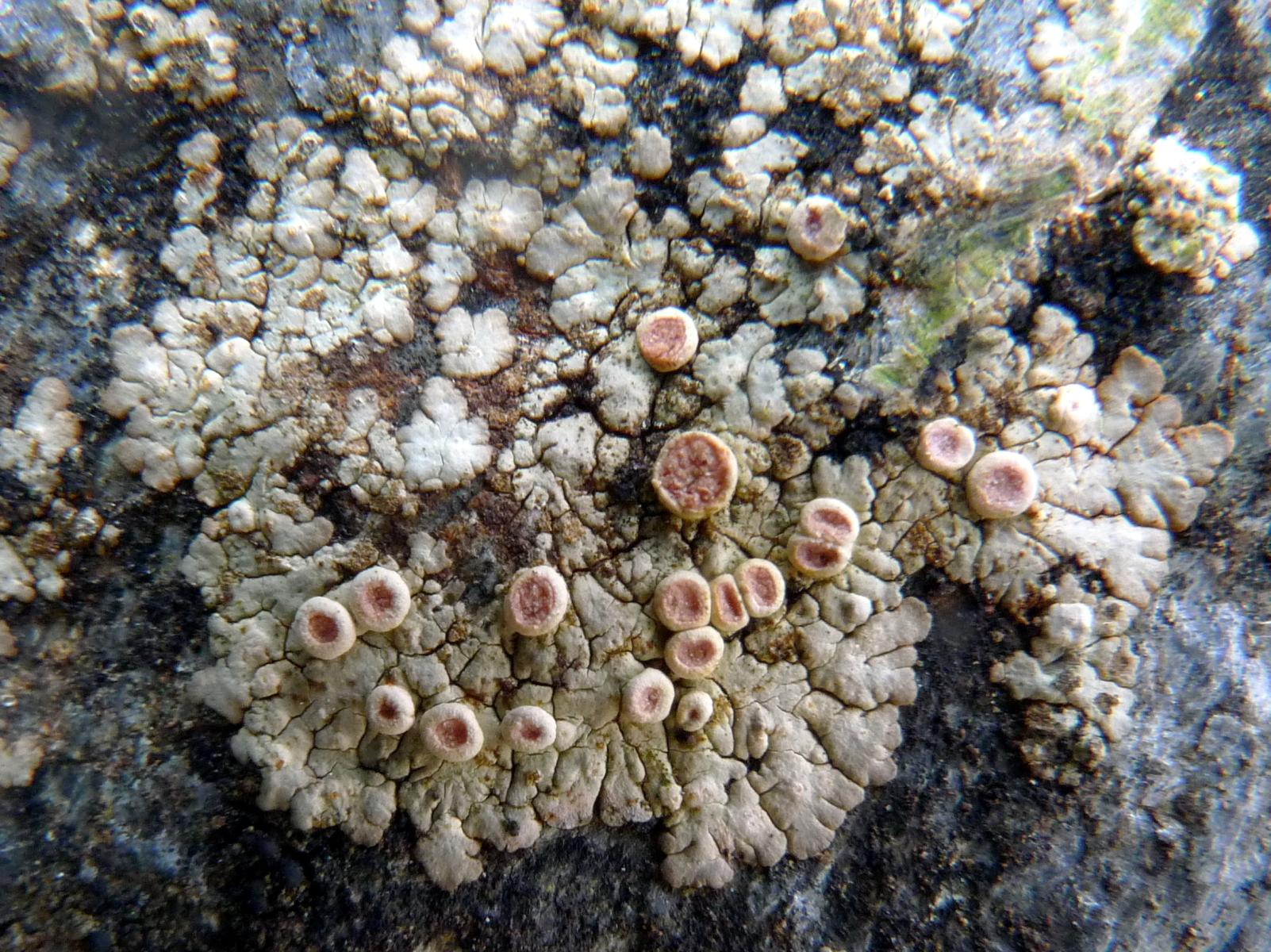
Placopsis lambii
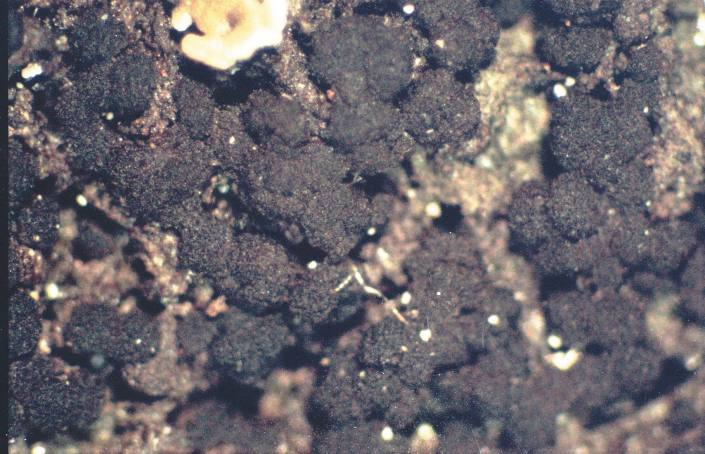
Placynthiella oligotropha ejemplar de herbario
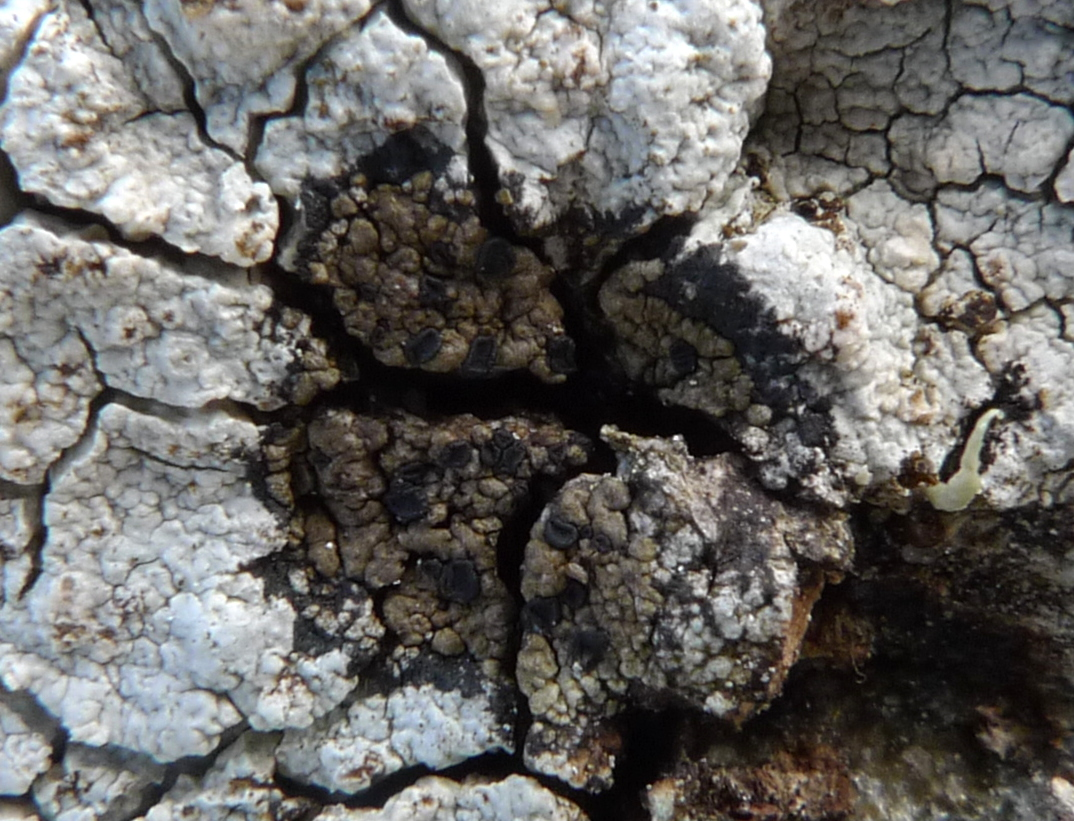
Rimularia insularis
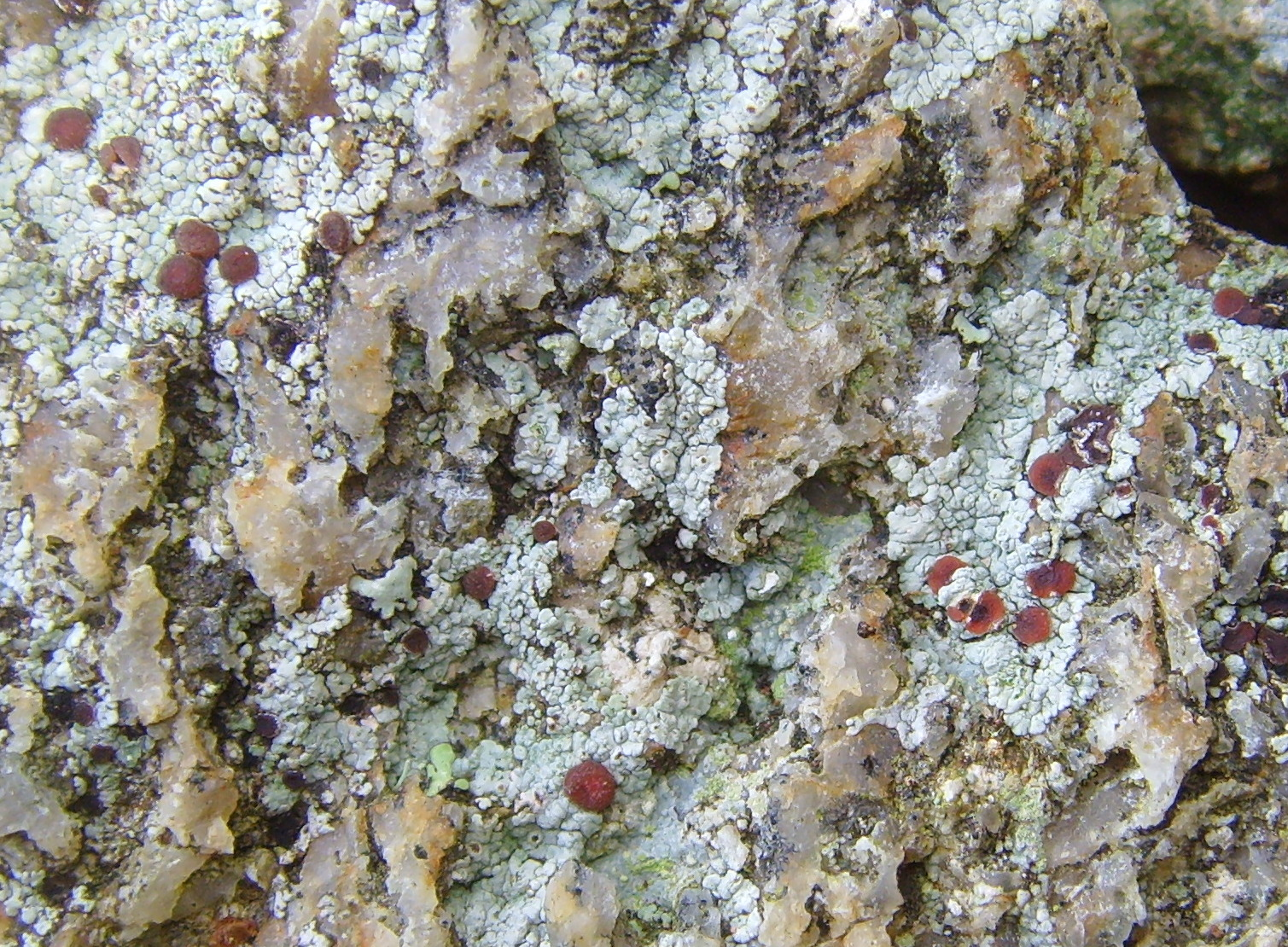
Trapelia glebulosa
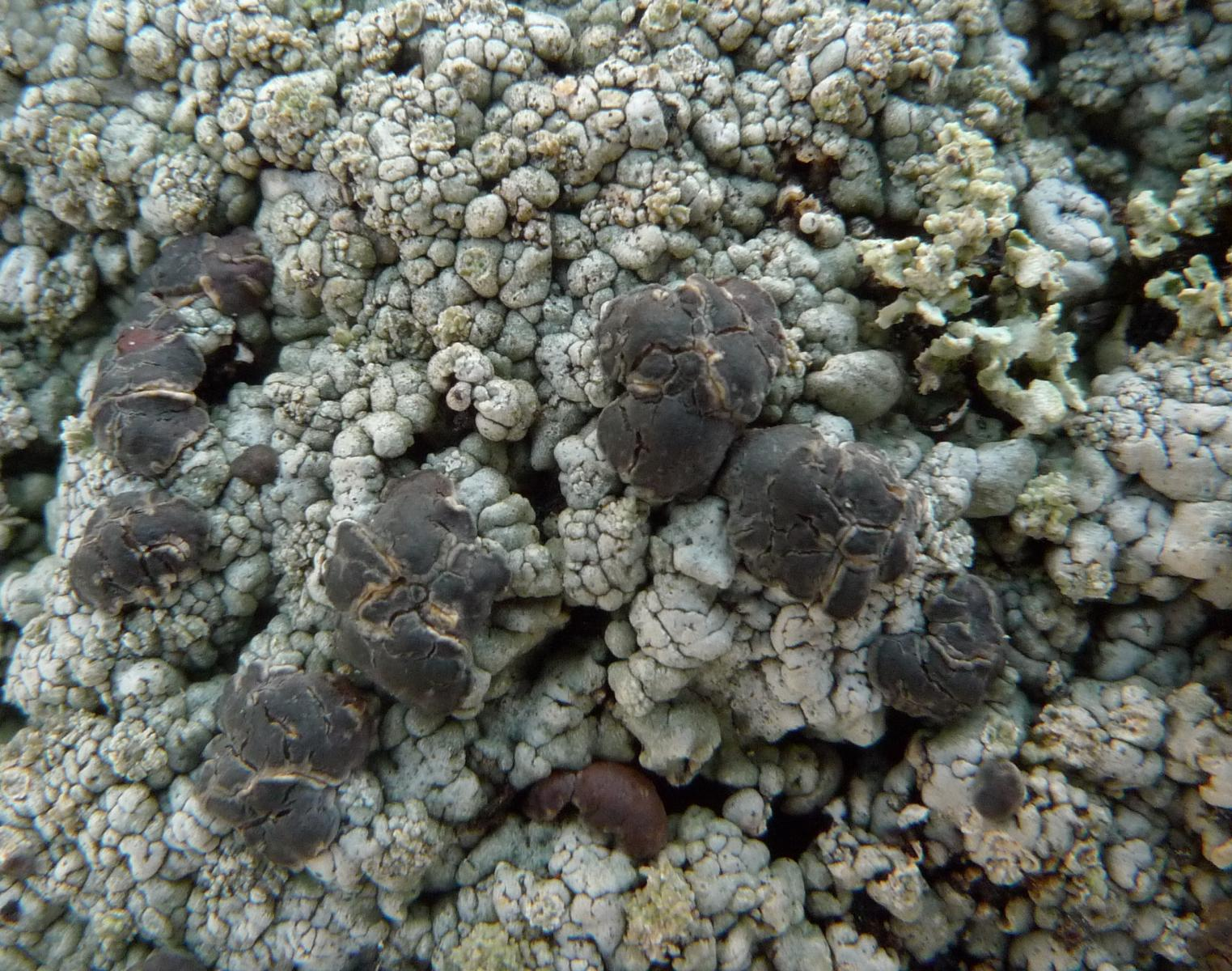
Trapeliopsis wallrothii
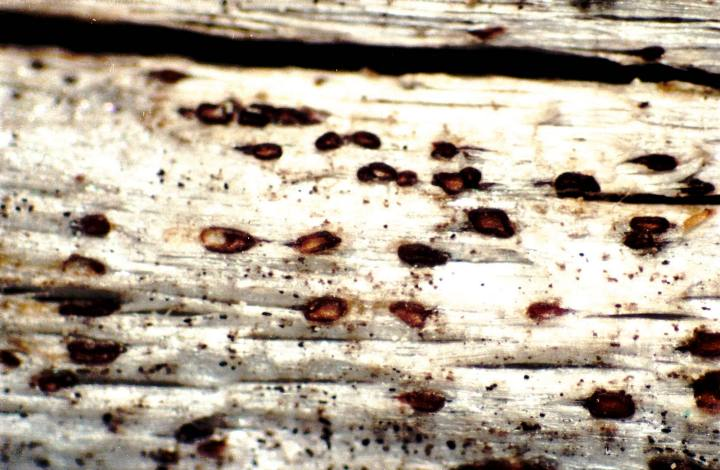
Xylographa parallela ejemplar de herbario